# 弗里曼特尔监狱
弗里曼特尔監獄（英語：Fremantle Prison）是一座前澳洲監獄，位於西澳大利亞州弗里曼特尔，現已被列入世界遺產名錄，其遺址包括牢房、門樓、圍牆、小屋和隧道。它最初用於關押從英國運送來的囚犯，但於1886年移交給殖民政府，用於關押當地被判刑的囚犯。1898年和1911年，皇家委員會舉行了調查，並推動了監獄系統的一些改革，但直到20世紀60年代才開始出現重大變化。負責管理監獄的政府部門在1970年代和1980年代經歷了幾次重組，但弗里曼特尔監獄的文化卻難以改變。囚犯日益增長的不滿最終導致了1988年的一場暴亂，獄警被劫持為人質，一場大火造成了180萬美元的損失。該監獄於1991年關閉，取而代之的是新的最高安全等級木麻黃監獄。
該監獄由一名管理长、治安官或監獄總監管理，他負責西澳大利亞州的整個囚犯或監獄系統，以及一名主管監獄本身的典獄長。監獄官員（獄吏）在嚴格的條件下工作，直到他們透過西澳大利亞監獄官員工會獲得代表權。最初送来此处服刑的囚犯多品行良好，有可能成為未來的殖民者，但最終也會有不太理想的囚犯被送到弗里曼特尔。作為一個地方管理的監獄，19世紀90年代以前羁押於此的受刑人大多是被判短期徒刑的白人，原住民很少。到了20世紀末，在此服刑的大多數囚犯刑期更長，其中不乏因暴力犯罪入狱者，原住民人數也有所增加。
弗里曼特尔的監獄生活受到嚴格管制。膳食是一天中的重要部分，在監獄運作期間，囚犯們都在牢房裡用餐。直到1911年左右，囚犯或囚犯的勞動都用於公共基礎設施建設；此後，狱方一般只允许受刑人在監獄內工作，但監獄內的工作量始終不足以讓他们充分休息。懲罰措施多年來各不相同，鞭笞、戴鐐銬等肉刑最終被延長刑期和剝奪探視權或娛樂活動时间所取代。该監獄曾執行40次絞刑，是1888年至1984年間西澳大利亞州唯一合法的處決場所。另外，该监狱也发生多次越狱事件，著名的越獄者包括19世紀的穆恩戴恩·喬、约翰·博伊尔·奥莱利和其他六名芬尼亞兄弟會成員，以及1989年的布倫登·阿博特。該監獄还曾發生過各種騷亂，其中1968年和1988年的重大騷亂造成了破壞。
1991年，弗里曼特尔監獄被联合国教科文组织认定为世界遺產，並進行了多項修復工程。監獄內的一些建築找到了新的用途，也成為了一個重要的旅遊景點。作為澳洲囚犯遺址申報世界遺產的一部分，該監獄申報世界遺產的過程側重於歷史解讀和保護工作，重點關注監獄的囚犯流放時代（1850年至1886年），而忽略了其近代歷史，包括關押在那裡的原住民囚犯。

## 建筑构造

### 佈局
弗里曼特尔监狱建在一塊約15公頃的土地上，石灰石是從現場開採的。一道4.6公尺高的邊界牆環繞著監獄場地，西牆中央有一座門樓，面向露台。其他圍繞該地點的道路包括北面的諾茨福德街、東面的漢普頓路和南面的福瑟吉爾街:7。監獄工作人員和官員的住所位於牆外門樓的兩側。在牆內，閱兵場位於門樓的東側。閱兵場後方是位於場地中心的主监舍區，裡面有兩座小教堂。主樓北面是新區，西面的西北角是前女子监狱，以前是廚房、麵包房和洗衣房。醫院建築位於東北角，舊工寮则位於東南角以及門樓的北面。為從含水層提供淡水而建造的隧道系統在場地東邊緣下方運作:2–3。

### 建筑

#### 露台上的房屋
門房北側露台的2號、4號和6號建筑，为維多利亞風格的小屋，與其他房屋的佐治式風格形成鮮明對比。10號是一棟雙層房屋，最初建於1853年，供牧師居住，但於1878年被典獄長接管，後來被監獄管理部門使用。毗鄰的12號單層房屋建於1854年，是門衛的住所，位於門房的北側。門房南側的露台16號是一棟雙層房屋，最初是典獄長居住的，後來是駐地治安官居住的。直到1970年代，它一直被用作獄警的住所。18號是露台大樓最南端的房子，而8號是最初幾棟建築中最北端的房子，兩棟樓都設有兩間客廳、三間臥室和兩間更衣室，以及一間廚房、一個盥洗室和一個棚屋，但佈局相互呼應。其中，18號在19世紀90年代進行了擴建。

#### 門樓

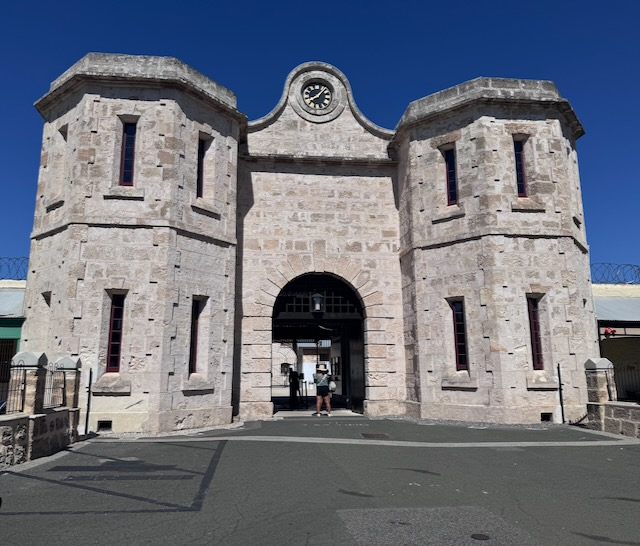
弗里曼特尔監獄的門樓，其具有中世紀風格

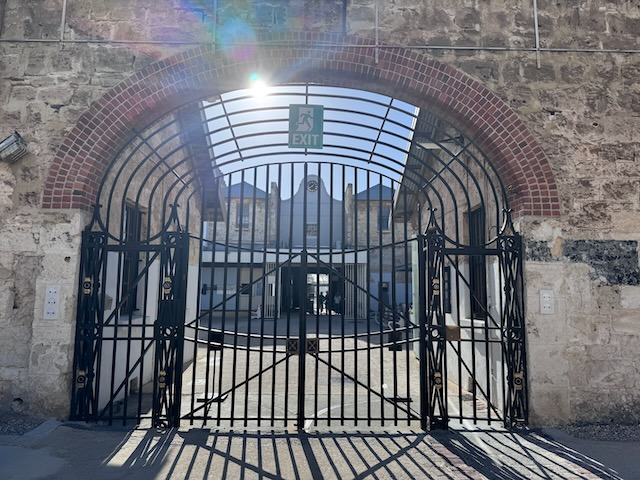
建造於1855年的鐵門。

門樓和相關的入口建築群建於1854年至1855年間，由囚犯建造。它由皇家工程師兼该监狱管理長埃德蒙·亨德森設計，並用石灰石建造而成。門樓在狹窄的大門兩側各有一座塔樓，可令人聯想起13世紀英國城堡或城牆城市的塔樓。大門的製作材料是從沉船中打撈出來的鐵，而建築物頂部的時鐘則是從英國進口的:26。作為正門，門樓一直是監獄的重要特徵和地標；自監獄關閉以來，門樓內設有咖啡館和景点管委会辦公區。修復工作於2005年進行，保留了原始的石材立面，並去除了非原始建物的渲染。

#### 主监区
主监區於19世紀50年代由囚犯建造，之後幾乎沒有改變，設計容納量高達1000名囚犯。中央四層樓高的监區兩端是大型宿舍病房，稱為「交流室」。在這裡，多達80名囚犯睡在吊床上，要么作為表現良好的獎勵，要么是因為他們即將獲得假釋的證明。相比之下，狹窄的牢房尺寸僅為2.52平方公尺。雖然每個牢房最初都配有接通自來水的水盆，但這種安裝是在S型彎管出現之前；由於管道中瀰漫的氣味，到19世紀60年代，管道被拆除。在皇家委員會的指導下，監獄拆除了兩個牢房之間的隔間牆，擴大了牢房面積。1920年代安裝了電燈，但從未配備廁所，因此在監獄運作期間，人們一直使用水桶代替马桶。自監獄關閉以來，管理者已修復了6間牢房，可向游客展示監獄歷史上不同時期不同的生活條件。主樓還設有絞刑架、單獨監禁牢房和一座聖公會教堂及天主教教堂:46。

#### 新监区
弗里曼特尔監獄的新區大樓建於1904年至1907年間，旨在解決監獄過度擁擠的問題。它還允許監獄管理人員實施“隔離系統”，即囚犯在服刑的前三個月被完全隔離。最初，狱方令囚犯在操場上設置了一個圓形監獄，以便在每天的操場時間實施這個概念，但該系統並不成功，被認為是一種過時的囚犯管理策略，導致狱方在五年內拆除了这栋建筑。新监区是第一座通電的建築，並鋪設了地下電力線路。二戰期間，澳洲軍隊徵用了該區，將战俘與其他囚犯隔離。1994年，建築物進行了改造，以容納辦公室、小型商業場所和會議室。

#### 女子监狱
西北區的綜合建築最初是服務區，內有廚房、烘焙房和洗衣房，建於19世紀50年代。珀斯監獄關閉後，囚犯轉移到弗里曼特尔，需要一個關押女囚犯的地方。這些建築也被改建成監獄，並在周圍建造圍牆，成為西澳大利亞州第一座單獨的女子監獄。由於人口和犯罪率的增長，這些建築在19世紀90年代和1910年代進行了擴建。隨著班迪阿普女子監獄的建成，弗里曼特尔女子監獄於1970年關閉，女囚皆被移监至班迪阿普，其空間一直用於教育和評估，直到1991年主監獄關閉，2015年被开辟为青年旅馆。

#### 监狱医院
监狱医院建於1857年至1859年間，是弗里曼特尔監獄的重要組成部分。在囚犯流放時代，健康的囚犯被要求從事公共服务协助殖民的建设，而病弱的受刑人则會被送入监狱医院。1886年至1903年間，醫療服務遷至主牢房區，原先的建築则用於關押病弱的受刑人和女囚。但该医院随即於1904年翻新並重新開放。此後，它一直持續運作至1991年監獄關閉。

#### 工寮
该监狱最初的工寮是一家鐵匠鋪，其为監獄舊址上最早建造的建築之一，後來被稱為東工坊，其他工坊包括木匠工寮、水管工寮、油漆工寮、印刷廠，以及從19世紀50年代起的金屬加工廠。西工寮建於20世紀初，该工寮透過提供油漆工、墊子工、鞋匠、裝訂工和裁縫工等工种為囚犯提供了更多工作機會。1993年，北邊的四個工寮改建為技術與繼續教育學院的藝術工坊。

### 隧道系统

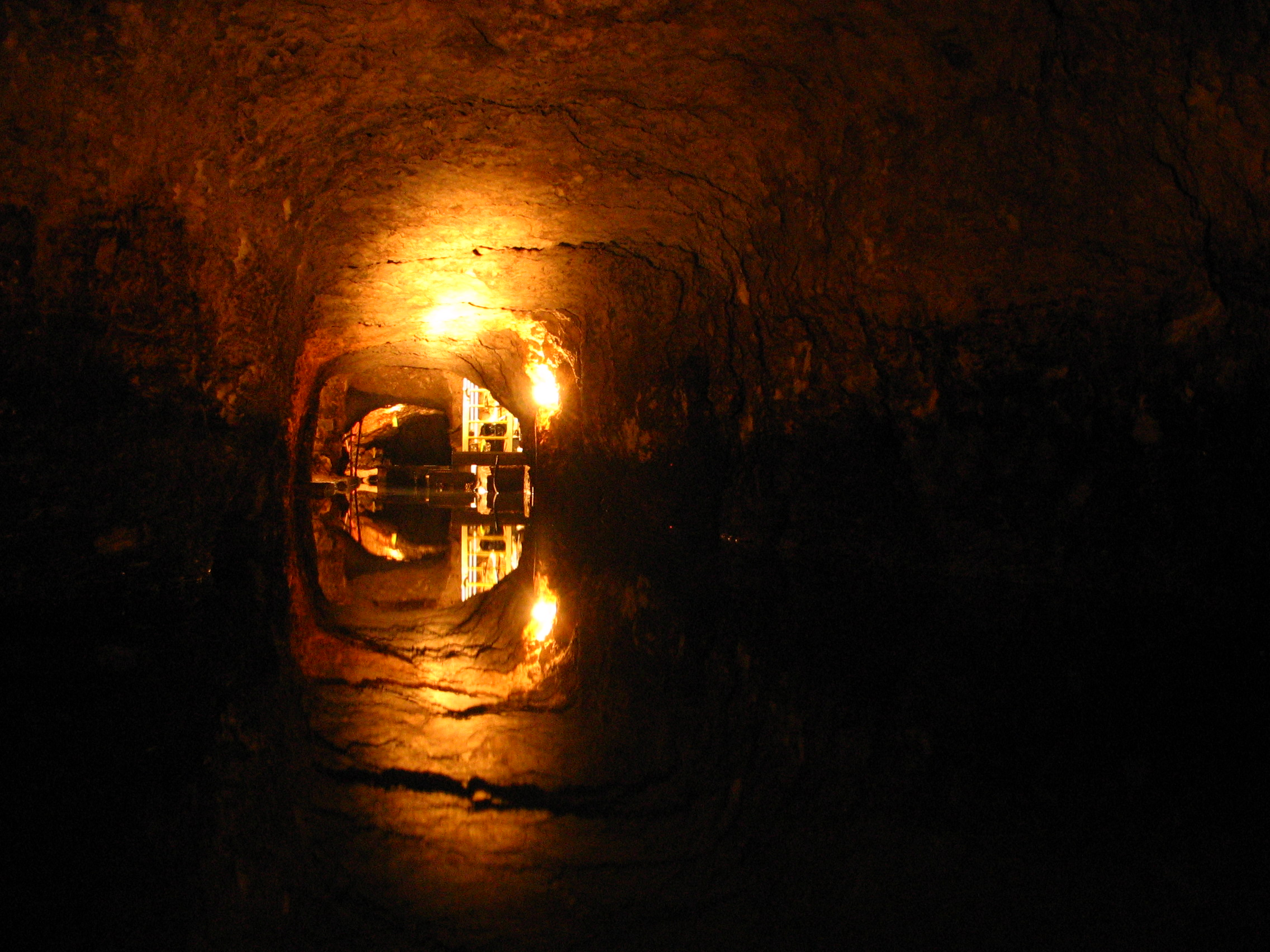
弗里曼特尔监狱的隧道

19世紀50年代，監獄在石灰岩基岩中鑿出豎井，從含水層為監獄提供淡水。1874年，監獄安裝了一個水箱，為弗里曼特尔提供替代水源。囚犯們用水泵注滿水箱，水箱透過重力供水管連接到棧橋:2-3。1896年，官方在斯旺伯恩街 （Swanbourne Street）建造了一座城鎮水庫，透過監獄的三脹式蒸汽泵供水，該泵每天可從監獄隧道中抽取超過4.5兆公升的水。囚犯們也因此從手動抽水的工作中解脫出來，改从事供應木材和鍋爐燃料的工作:2-3。1910年，隧道關閉，但地下水繼續用於灌溉監獄的花園。1989年，人們發現附近油罐洩漏的柴油污染了地下水質；1996年，这些污染已基本上透過生物修復清除:3。這些隧道於2005年中期向遊客開放。

## 历史

### 19世纪
與在澳洲東海岸建立的流放地不同，英国在西澳建立的天鵝河殖民地最初是「自由定居點」，英国政府禁止将囚犯流放当地，试图在当地建立一个平等的乌托邦，但进入19世紀40年代，對廉價勞動力的需求克服了早期的抵触情緒，1848年9月24日，西澳的民众呼吁当局接收囚犯，殖民当局也同意接收一些來自英國的囚犯，英國维多利亚女王也宣布西澳为罪犯流放地:183，随后，第一艘载运75名英籍囚犯的船舶「信德號」於1850年6月2日来到西澳，其到来是出乎意料的，因為一艘先行的帆船被風吹偏了航線。但在当时，殖民地的圓屋監獄已人满为患，因此75名囚犯不得不留在船上:18–20，直到臨時監獄建成。临时监所建立後，监狱管理长愛德華·亨德森（Edward Henderson）开始尋找建造永久性囚犯機構的地點，最終在現址——一座俯瞰弗里曼特尔的小山上落戶:21–22。

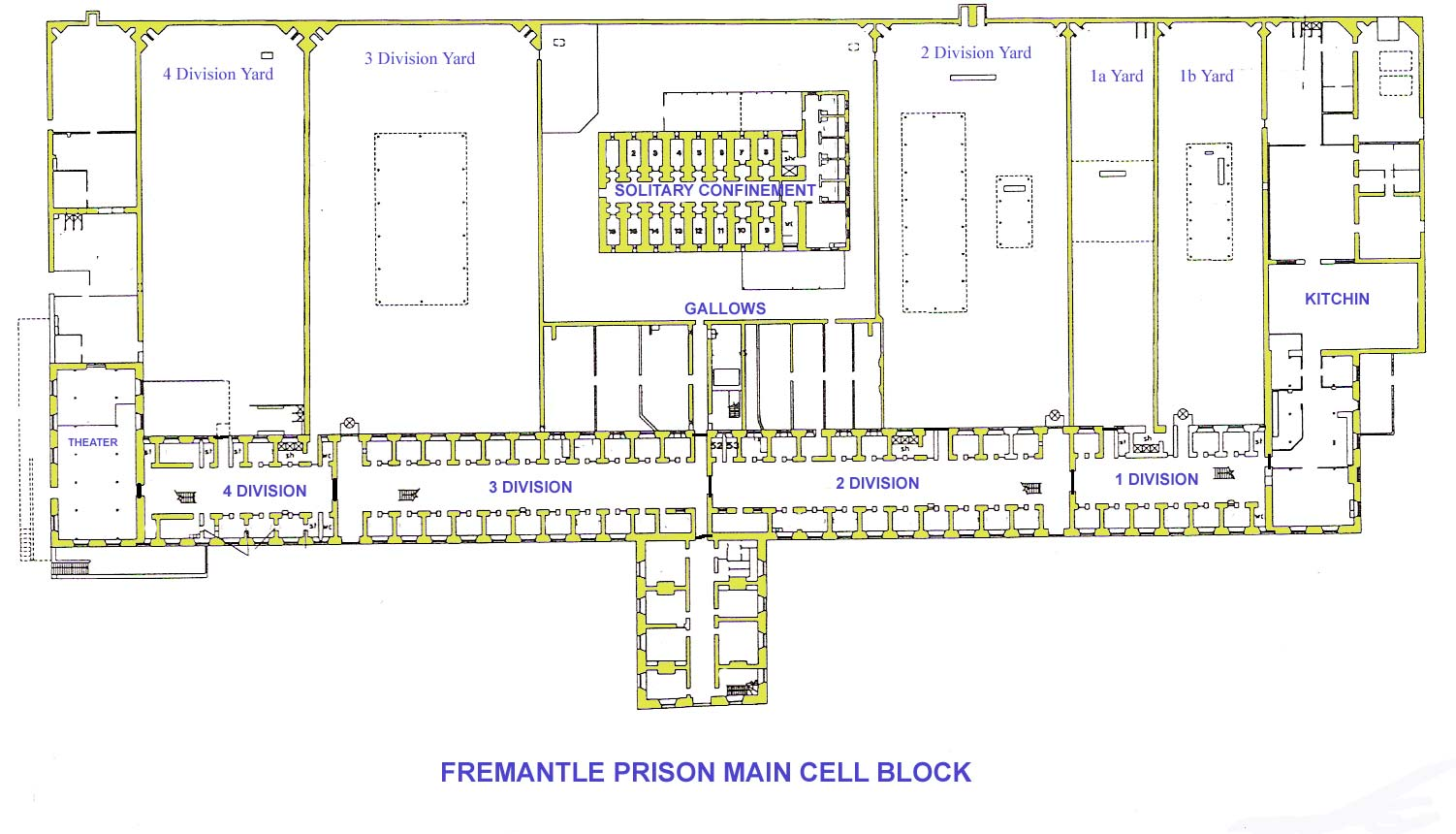
主监區內部佈局

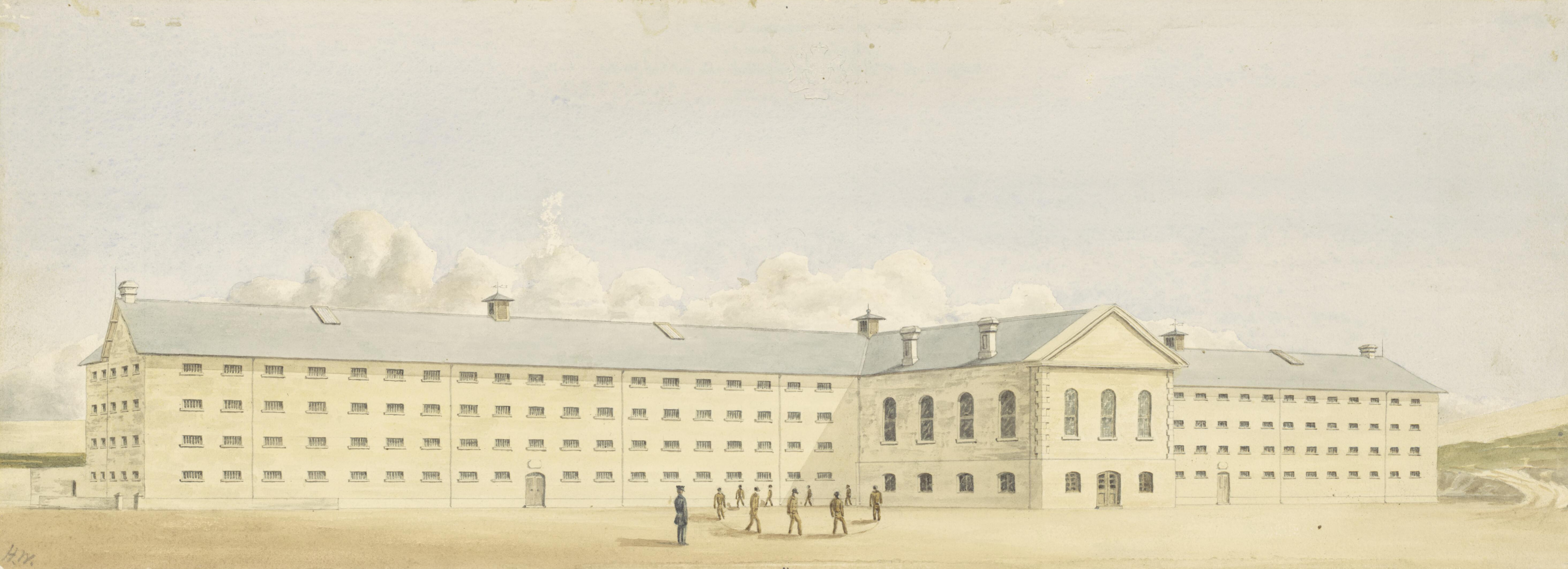
亨利·雷於1859年繪製的主监区大楼的水彩畫

弗里曼特尔監獄的設計以英國的彭頓維爾監獄為藍本，但將對角線形的牢房區替換成了四層樓高的線性結構，這將成為南半球最長、最高的監區:2。監獄始建於1851年:22，同年，皇家工兵抵達西澳後，工程進展迅速。他們訓練囚犯使用現場開採的石灰石充当建筑材料。監獄的首要任務是建造亨德森和獄警的住所，以減輕他們因私人住宿費用带来的经济负担:3-4。
監獄圍牆建於1853年至1855年間，門樓及相關入口建築群則建於1854年至1855年:4–5。主监區南半部的建造始於1853年，並於1855年完工，囚犯於1855年6月1日從臨時監獄移监至此:7。隨後，北侧的建筑群也開始建造。克里米亞戰爭爆發後，大部分皇家工兵被召回，只留下亨利·雷负责监工，最終於1859年底竣工:8。
在西澳大利亞的囚犯流放時代，該監獄被稱為監禁机构（Convict Establishment），用於關押從英國運送來的囚犯。從1858年起，當地被判处较长刑期的受刑人也被關押在那裡，监禁費用由殖民政府負擔:20–21。1868年，英国對西澳大利亞的刑事流放停止，殖民地的囚犯人數逐漸下降，进入19世紀80年代中期下降到83人:45–46。由於將這些囚犯送回英國的費用巨大，加之拆除監獄成本太高，监狱當局决定與殖民政府談判，放棄對他們的管轄權以及監獄建築群:45–46。因未能达成共识，早期談判破裂，但於1883年8月重啟:24–25。經過一年半的時間，雙方達成妥協，移交工作亦於1886年3月31日完成:25–26。
監獄移交给殖民政府後，改名為弗里曼特尔监狱，珀斯監獄的所有囚犯都被移监至此，從1887年起，女囚犯也被關押在这座监狱，但與男性受刑人分开、單獨監禁:45–46。19世紀90年代的西澳大利亞淘金熱帶來了強勁的經濟增長和人口的大幅增長：当地的常住人口從1891年的近50,000人增加到约1895年的近10萬人，到1901年則達到184,000人。与此同时，随着人口的大幅增长、当地的犯罪率也逐渐上升，弗里曼特尔監獄很快就人滿為患:46。
19世紀90年代，公眾對囚犯待遇的不安情緒日益加劇:46–49。 1898年9月，西澳大利亞州總督成立了一個皇家委員會，負責調查殖民地的刑罰制度:150。该委員會聽取了近240名證人的證詞:159，其中包括弗里曼特尔监狱在押的囚犯:46–49。1898年12月至1899年6月期間，委员会提交了三份報告，涉及该监狱最为人知和最突出的問題，包括犯人的分類、量刑、懲罰和飲食待遇。委员会成员特別考慮了監獄系統的管理理念——犯罪的原因，以及懲罰的類型及其理由——並在此基礎上探討了各種改革方案的可能性:160。

### 20世纪初期

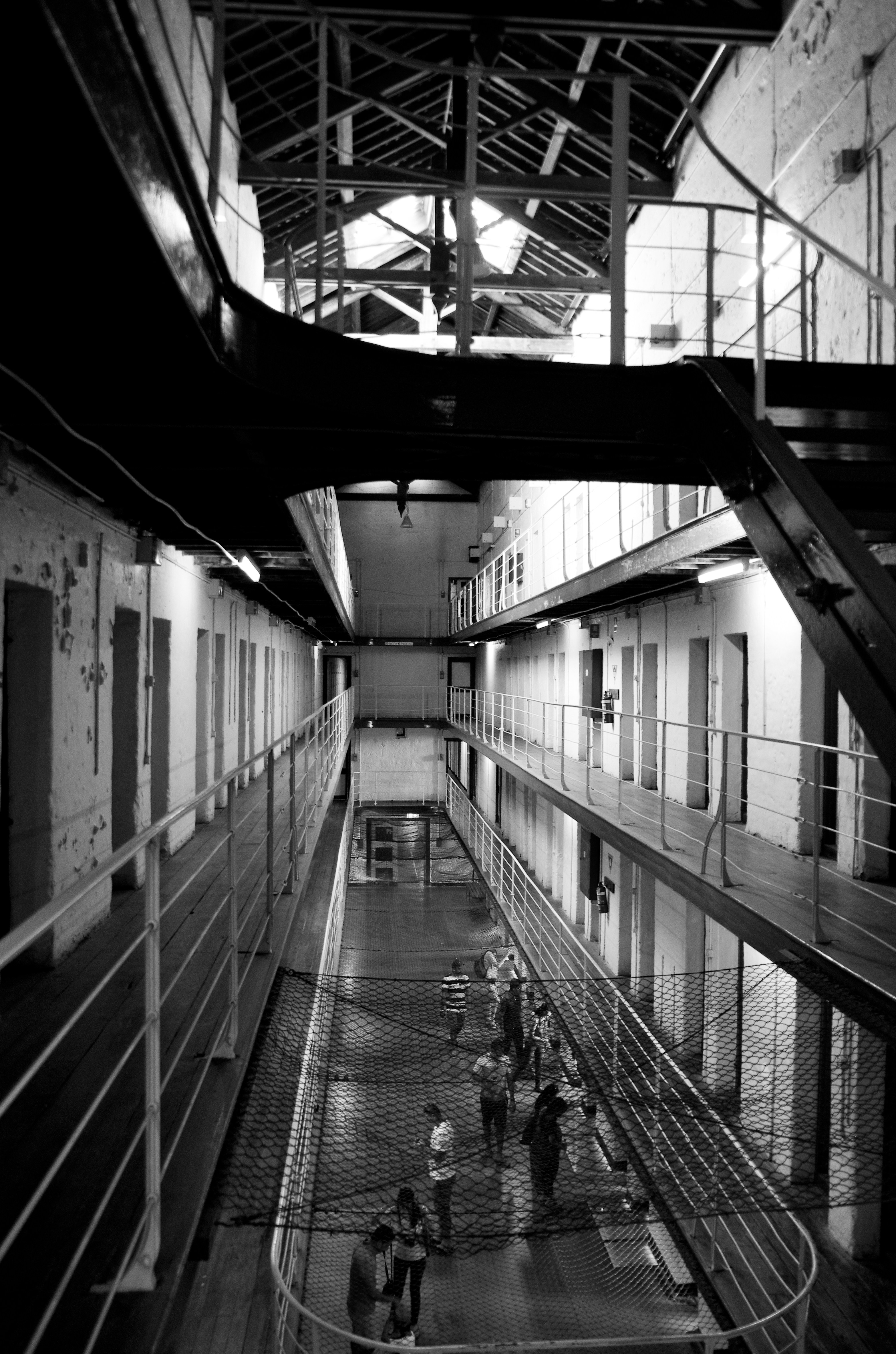
弗里曼特尔监狱內用于监禁重刑犯及惯犯的监区

在皇家委員會的調查開始後的一年內，狱方透過拆除兩間牢房之間的內牆，擴建了近100間牢房，並引入了管理受刑人的分級制度。狱方还在主樓增建了內牆，將监区劃分成四個獨立的區域:12–13。在时任典狱长喬治的敦促和官方調查的推動下，監獄建造了新的五個工坊，分別供裁縫、裝訂工、鞋匠、墊子匠和油漆工使用，这些工坊為囚犯提供了更多实用的技能培训及工作的機會。
1902年，西澳《政府公報》公佈了針對獄政官員的新規章，当地亦於1903年通過了新的《監獄法》。理論上，該法案的通過應該會引發重大的監獄改革，但最終卻未能實現。該法案將大部分修改条文转为行政法規，由总督自行決定，因此，当地媒體稱其為一份苍白无力的法律文件:48–51。
新監區於1907年竣工，1908年投入使用，其設計源自於1899年皇家委員會的報告，該報告建議對分監系統進行修改。 新監區的設計與亨德森於19世紀50年代主持建造的建築相似，但呈L形，只有三層樓高，並配有電燈照明:50。與羁押於早期建築內的受刑人不同，新監區囚犯一般被羁押於自己的囚室裡，但也有在监区單獨的庭院內放风的机会，此时，便由中央塔樓值班的獄警監視他们的一举一动。
1911年，皇家委員會對弗里曼特尔監獄的另一項調查建議西澳州当局關閉該監獄。但該報告被州政府忽視，因為州政府更關心的是道路和學校等基礎設施的建設，而不是囚犯的困境:4。然而，隨著具有在英國和殖民地有工作經驗的休·漢恩（Hugh Hann）被任命为典獄長，對刑罰改革感興趣的工黨政府上台，監獄政策發生了迅速變化。這导致弗里曼特尔監獄的獨立监区於1912年被拆除，獨立的訓練場也被拆除。
在兩次世界大戰期間，弗里曼特尔監獄部分监区充当了軍事監獄及拘留中心，用於關押軍事人員。在1940年到1946年间，该监狱成为澳洲50多座軍事監獄之一，共關押了12,000多名敵僑和戰俘。到1945年10月，弗里曼特尔最多可容納400名軍事囚犯和160名平民囚犯。由于澳洲國防軍在第二次世界大戰期间接管弗里曼特尔监狱，导致其人满为患，巴頓磨坊監獄（Barton's Mill Prison）便在1942年投入使用，以收押一般的囚犯:4，但越獄者等具危害公共秩序、社會安全之虞的囚犯则被送回弗里曼特尔。

### 20世纪改革后
為了緩解弗里曼特尔過度擁擠的狀況，20世紀初期的改革提出了建立外役監的專案:26:4。作为改革的一部分，狱方於1927年在监狱南边的巴克山建立了帕德勒普監獄農場，用以收容轻罪、在監表现良好的受刑人:4。巴頓磨坊監獄的建立雖然是澳洲政府於二战期间的臨時措施，但在二戰结束後，该监所仍然用于收容受刑人:4。西澳大利亞監獄系統直到20世紀60年代才開始大幅改革，但其改革进度落後於同國其他州份，1960年至1971年間，西澳政府在州內建造了七所新監獄:56-57，之后，弗里曼特尔的女囚便被移监至新建的班迪阿普女子監獄。此外，西澳政府也颁布了關於緩刑、假釋和酗酒罪犯的新立法，對受刑人提供了監禁的替代惩罚方案。隨著這些新安排以及監獄類型的多樣化，弗里曼特尔监狱也於1963年成立了一個分類委員會來評估囚犯:57。
1966年，科林·坎貝爾（Colin Campbell）被任命為弗里曼特尔监狱總管理長，這促進了監獄內部的重大變革:58。他所做的首批變革之一就是清理分類委員會積壓的等待評估的囚犯。坎貝爾還建立了一所獄警訓練學校以及一個評估中心來評估新入监的囚犯:58–59。監獄也引入了工作釋放和社區服務計劃，亦聘请社工和社福官員参与受刑人矫正工作:58–59。在坎貝爾改革期間，獄管部門（Prisons Department）於1971年重組為懲教部門（Department of Corrections） ，總管理長的職位也被監獄總監（Director of the department）取代:61。
1972年，皇家委員會开始調查监狱對原住民囚犯的虐待和歧視問題:18。其於1973年发表的報告發現，监狱並不存在“任何明顯的歧視”:161，然而，報告中充斥著種族刻板印象，原住民囚犯的證詞被認為是不可靠的。該報告也針對監獄生活的各個方面提出了建議，包括建议政府向监狱增派獨立且經過訓練的福利官員:174。
1977年，威廉·基德斯頓（William Kidston）接替坎貝爾出任監獄總監，並監督了监狱改造政策的轉變，從「家長式的囚犯改造」 轉變為僅僅提供改造機會:62-62。1981年通過了新的《監獄法》，該法以現代理念和實踐更新了1903年的《監獄法》。然而，該法案偏向囚犯管理和维持监所安全，同時該部門再次更名為獄管部門，以強調監禁是其主要職責:65-67。1983年，伊恩·希爾（Ian Hill）成為監獄部門主管，並多次重組該部門，力求提高效率:67。 儘管20世紀80年代的改革在西澳大利亞州的大部分監獄系統中都產生了效果，但弗里曼特尔監獄的文化卻抵制變革。囚犯日益增長的不滿最終導致了1988年的監獄暴動:68-69。在平定暴动後，官方對此事件進行了調查:18。

### 关闭及后监狱时代
西澳州政府於1983年決定關閉弗里曼特尔監獄，但該監獄一直運作至1991年11月30日。在押的受刑人被官方移监至州内另外一所最高安全级别的監獄木麻黃監獄。社區內部對該監獄的未來發展存在分歧，有主张保留原建筑的意见，也有人主张重建之。最終決定是保留監獄的原建筑，但允許其建築進行改造以供社區再利用:203。
监狱解散後，弗里曼特尔監獄信託基金也随之於1992年成立，旨在為西澳劳动部长提供場地管理方面的建議。舊監獄的不同区域也有了新用途，监狱教堂成为了当地民众舉行婚禮的场所，沿海商業中心也在新监区旧址上建立，监狱醫院则設立了弗里曼特尔兒童文學中心（Fremantle Children's Literature Centre）:89，監獄也成為了一個旅遊景點。一家名為弗里曼特尔監獄守卫者（Fremantle Prison Guardians）的私人公司根據合約組織了為期十年的旅遊運營，直到2001年底；隨後，州政府接管了監獄。2015年5月，在原女子監獄的监舍內，一家提供短期住宿的旅館成立。

## 管理者与受刑人

### 最高管理层

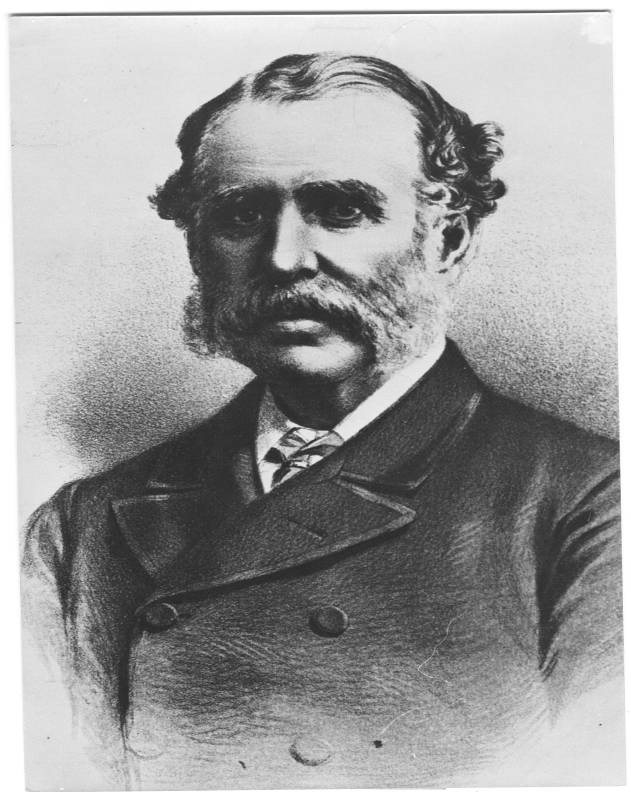
西澳大利亞州首任监狱管理長埃德蒙·亨德森

西澳大利亞州首任监狱管理長埃德蒙·亨德森管理该監獄長達13年:56。管理長的主要職責是「指導囚犯勞動並負責囚犯紀律」:30。1886年，隨著弗里曼特尔監獄移交給西澳殖民地政府，管理長的職責被治安官取代:270，他負責管理西澳殖民地的所有監獄:15。 1911年初，官方重新設立了管理長職位，職責從治安官辦公室剥離出來:23。1971年，獄管部門更名為懲教部門並進行了重組，管理長職位被監獄總監取代:61。 雖然管理長、治安官或監獄總監負責整個以弗里曼特尔為中心的西澳監獄系統:57，但典獄長也拥有该監獄本身的管理权限:44:29。

### 獄吏
在囚犯船上，囚犯由享有退休待遇的警衛看守，這些警衛多为在中國、克里米亞和阿富汗等地服役而獲得退休金的前军人。有些人繼續留在軍隊，但許多人選擇帶著妻兒一起前往殖民地定居。這些獄警需要協助管理長處理監獄發生的任何暴動事件:12。
弗里曼特尔監獄的獄警直到20世紀初才被改稱為獄吏:169。他們住在距離監獄步行距離內特建的連棟宿舍裡，生活和囚犯一樣受到嚴格的管制:17–24。19世紀90年代，獄吏的生活和工作條件仍然十分嚴格艰苦，每天工作10到12個小時:65–67。由於人員流動率高，許多狱吏對官方政策或非官方的規章制度知之甚少。獄吏的職責先前沒有明文規定，直到1902年才開始明確:172–173。除了防止囚犯越獄和執行监狱规章外，他們還監督囚犯的工作、指導囚犯進行各種職業技能訓練。官方也要求獄警成為囚犯的道德榜樣，同時維持一種正式而疏離的關係:182。
在20世紀期间，獄吏的角色並沒有太大變化，他們的工作仍然是以维持监狱安全為中心，每天处理单调的公事:189。從1960年代末期開始，在坎貝爾的領導下，獄警培訓成為监狱管理层的優先事項。監獄設立了員工入職和晉升培訓課程，並開始為高級獄吏舉辦研討會:58, 61。在此期间，獄吏也透過西澳大利亞獄警工會獲得了代表權，該工會曾於1975年首次發起罷工行動，幾乎癱瘓了監獄系統:189-191。

### 受刑人

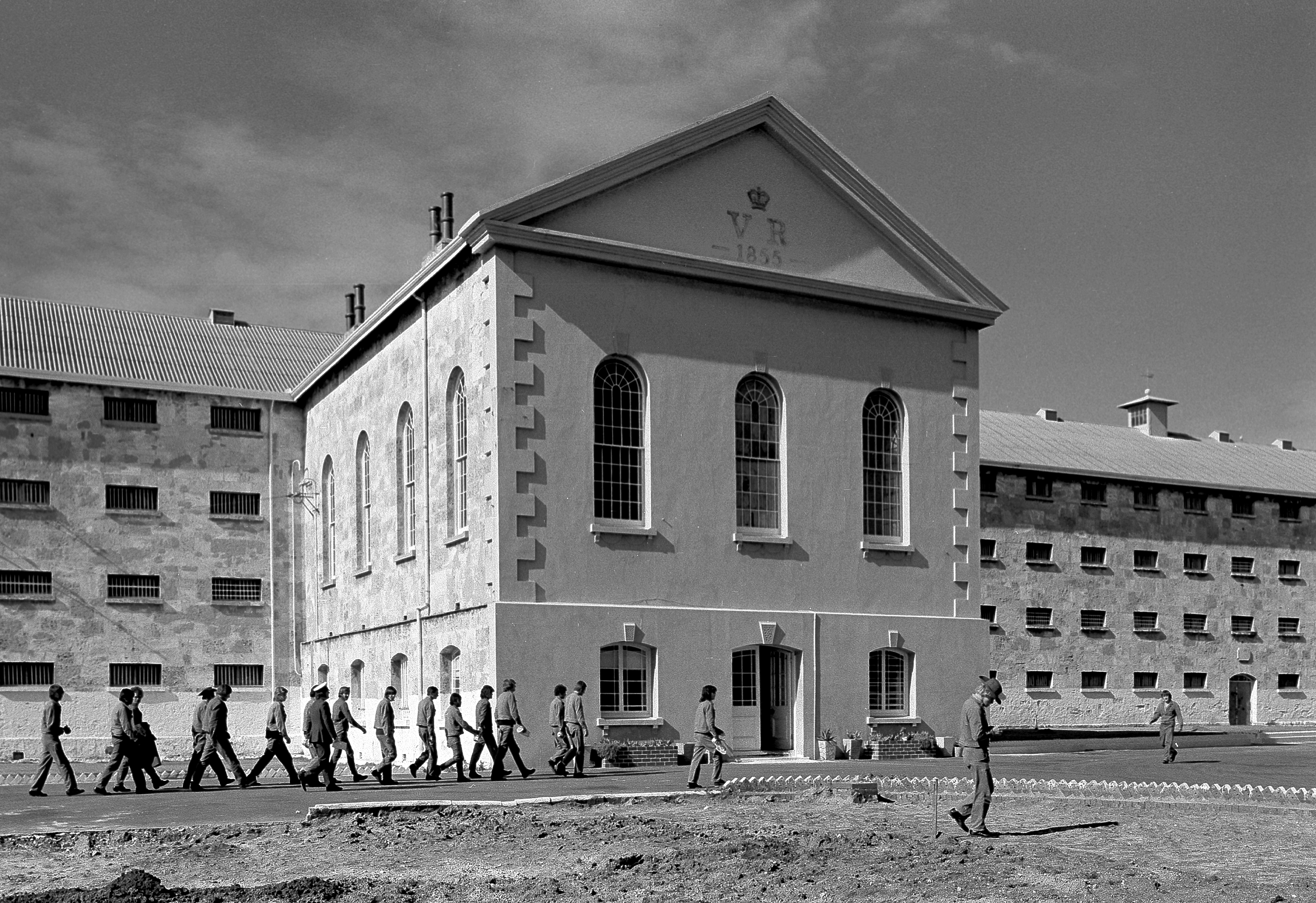
1971年，從监狱主监区大楼前经过的囚犯们

考虑到受刑人多半可以成为廉價勞動力、新增勞動力、為西澳經濟注入英國政府資金，英帝国乃将囚犯引入西澳。在流放的最初幾年，囚犯通常很年輕，來自農村，品行端正，只犯過輕罪:60–61，刑满释放後，他們有可能成為未來的殖民者:74。到19世紀60年代後，大多數囚犯年齡較大，多为是來自城市地區的重刑犯:61，其中包括被認為「難以管教且危險」的政治犯:76。在1886年弗里曼特尔監獄移交給地方政府控制後，它成為西澳大利亞州的主要監獄:71，与此同时，囚犯人數急劇增加。這一增長主要包括刑期較短（三個月以下）的囚犯:71。1897年的囚犯人數為379人，当时的監獄督察詹姆斯·羅（James Roe）也因此認為監獄「人滿為患」:86。
儘管監獄系統得到了大幅擴張，但過度擁擠的問題在整個20世紀依然存在，西澳大利亞州的監禁率也高於澳洲其他地區:86, 99。囚犯的性質發生了變化，1984年，16至19歲囚犯的比例是1898年的三倍，原住民囚犯的比例也越來越高，幾乎佔到監禁人口的一半:88–89。受刑人的刑期也较長，1984年，该监狱超過80%的囚犯服刑超過一年:94。1970年代和1980年代，因暴力犯罪入獄的人數有所增加，但仍只佔囚犯的少數。当时，監獄工作人員和一些囚犯都認為，监狱暴力事件顯著增加，這與監獄中毒品交易的增加以及與因毒品犯罪入狱的受刑人刑期延长相关联:95–97。

## 監獄運作

### 日常安排
1855年，囚犯監獄的一天的工作從凌晨4:30的起床鈴聲開始，獄警和囚犯於5:25在閱兵場集合。囚犯們在早餐前後被派去工作，並在各自的监舍吃早餐，中午集合。之後，囚犯們在操場或工作地點吃午餐，下午繼續工作，直到晚上6:00在牢房裡吃晚餐。值夜班的獄警於晚上7:15接手工作。 囚犯監獄改为殖民地管理的弗里曼特尔監獄後，情況幾乎沒有變化，也沒有新的規章制度:29。
1930年代，《每日新聞》報的記者艾迪·鄧斯坦（Eddie Dunstan）在新闻报道中也描述了類似的例行工作方式，但工作時間較短：
弗里曼特尔監獄的囚犯遵循以下例行工作：早上6:15，警鐘響起；囚犯起床並折疊床鋪。6:30，獄警集合並打開牢房。7:0（sic），早餐，持續15分鐘，之後囚犯在各自的操場集合。7:55，集合去工作。11:45，集合去吃午餐，之後囚犯在操場待到下午1點，集合去工作；4:45，集合去喝下午茶。5:30，集合；所有牢房等鎖門過夜。7:55，警鐘響起；囚犯上床睡覺。8:0（sic），除感化院規章另有規定外，熄燈。
到了20世紀60年代，情況並沒有太大變化。清晨6:45，第一聲鐘聲響起，囚犯起床，狱警清點囚犯人數後，将他們带進院子，一直待到7:30，然後領取早餐返回监舍。8:00的鐘聲後，囚犯再度集合，之後開始工作，一直持續到中午11:15。他們吃了午餐，然後被鎖在牢房裡直到12:20，之後在院子裡待一會兒。下午1:00又是一次遊行，之後又開始了另一段工作，持續到4:15。再次領取晚餐後，囚犯們被鎖在监舍裡過夜。燈一直亮到晚上9:30。週末沒有工作，狱方會為囚犯播放一部電影:14–15。

### 飲食
從監獄早期直到1991年關閉:7:49，囚犯們都在监舍內用餐。在建立初期，每餐都包含監獄烘焙房製作的麵包。早餐搭配紅茶，晚上則搭配茶或可可。正餐被稱为午餐，在中午供應，也包括湯、肉和蔬菜:59–60。直到19世紀90年代，食物種類仍然非常有限，蔬菜也很少。早餐供應粥，通常不是太稀或太硬，監獄伙食的整體品質相當低:84 ，尤其是在1897年和1898年。1898年，皇家委員會指出该监狱伙食的品質很快有所改善，該委員會亦建議狱方減少配給以降低成本:92:4。
在1960年代，食物準備由一名合格的廚師監督，該廚師也負責培訓囚犯烹饪。飲食由優質食物組成，但「不加任何附加食材」:7。早餐是粥，配上三分之一品脫牛奶、一杯熱飲（通常是红茶，除非囚犯購買咖啡或可可），以及根據週數調整的維吉麥、蜂蜜或人造奶油。午餐和晚餐的種類更多。兩餐都包含一道肉菜（鹹牛肉、香腸或肉餡餅）以及马铃薯泥和捲心菜，不過偶爾也會有烤肉晚餐:7–8。在1991年关闭前，肉類、蔬菜和麵包仍然是监狱伙食的重要組成部分:7。

### 劳役
除了参与建造監獄本身外，狱方还會安排囚犯参與弗里曼特尔及珀斯週邊地區的其他公共工程，包括珀斯堤道、珀斯市政廳和斯特靈公路:33–34。囚犯所承擔的工作取決於他們的表现。抵達西澳大利亞後，狱方會将囚犯關在監獄內進行一段時間的觀察，如果认为性情正常，狱警會将囚犯分组送去工作，他们主要在弗里曼特尔和珀斯週邊採石、填埋沼澤、燒製石灰、建造公共建築、道路和碼頭:61。
一段時間後，他們可能會被派往遠離這些主要定居點的道路或其他工地上工作，如果持續表現良好，囚犯可以獲得假釋令，允許在殖民地指定地區從事私人工作，並最終獲得有條件赦免，享有除返回英國本土以外的大多數权益。刑期結束後，狱方會为他们发放刑满释放證書。但如果出现不當行為，囚犯将繼續從事這些級別的工作，或送回监狱监禁。重刑犯和被捕的越獄者，在受到體罰和關禁闭後，會被安排到鐵鍊隊從事苦役，通常在弗里曼特尔附近的道路上進行:61。
在囚犯流放時代後，安排囚犯参与兴建公共基礎設施的工作仍在繼續，但由於囚犯的紀律問題、工會的興起（工會將此類工作視為“對自由勞動力的威脅”）以及人們越來越将工作视為改造而非懲罰措施，戶外工作逐漸減少:151-152。到1911年，狱方幾乎不再将囚犯派往监狱外工作，但監獄內提供的工作机会無法充分取代戶外工作:156，合適工作的缺乏困擾著監獄:149。在19世紀，监狱内提供的工作机会包括烹飪、洗衣、打掃監獄、裁縫、製靴和印刷等:49，当时，這類工作供不應求——在19世紀後期這種情況日益嚴重，因此，狱方也會安排囚犯從事一些沒有實際價值的活動，以让他们消磨时间。這些工作包括砸石頭、操作水泵和撿麻絮:8。即使有這些額外的活動，到1899年，仍有60到70名 的男子在水泵旁工作:156，这些囚犯每小時只工作幾分鐘，其餘時間則在玩西洋跳棋:17。
1901年，新建的工寮落成後，囚犯可以從事製靴和裁縫工作，從1904年起，還允許從事印刷工作:145–146。但只有一小部分囚犯被分配到工寮，在1902年，平均279名囚犯中只有35人被分配到工寮:151。1911年，皇家委員會的报告指出1908年的工寮中仍只有少數人工作，裁縫師有20人，製靴有15人，织墊有12人，而且只有一半的人同時工作，而且情況也沒有什麼改善:155–156。在20世紀，囚犯的工作幾乎沒有改變，但監獄工寮增加了金屬加工，以及洗衣、烹饪和清潔等與監獄本身相关的工作:160–161。據報道，1984年，90%的囚犯都有工作，要么是全職，要么是兼職。工作的意義不大，因為工作被視為“一種管理選擇，而非生產”，但安全問題和紀律限制了工作的改造價值，並且大部分工作都是監獄外不存在的工作:161,164。

### 对囚犯的惩罚

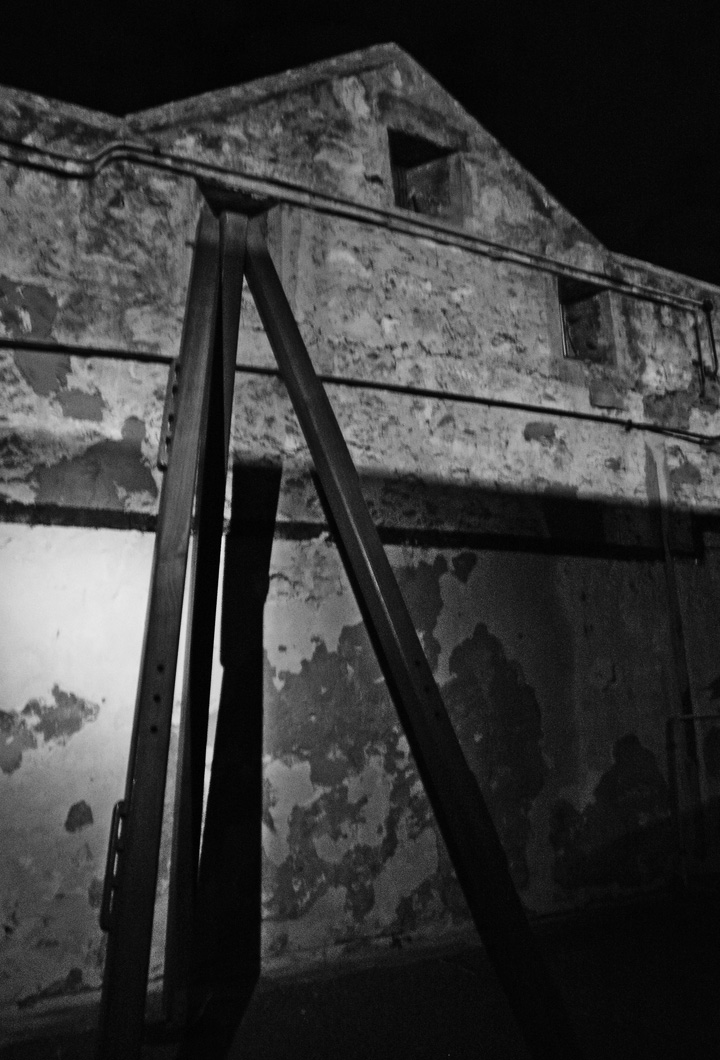
弗里曼特尔监狱用于执行鞭刑的刑架

在囚犯流放時代，尤其是在漢普頓擔任管理長期間，行為不端的囚犯會受到鞭笞、关禁闭以及在槍口下被鎖鏈束縛著幹活的懲罰:12。难以管教的囚犯會被狱方安排用手將地下水泵入監獄的水庫。這種工作被稱為“曲柄抽水”，囚犯們尤其鄙視這種工作:31。監獄工作人員也不喜歡鞭刑－1851年，管理長下令執行400次鞭笞，但由於找不到行刑官來執行而免除了150次。由於行刑官的角色非常不受歡迎，因此狱方會为行刑官提供額外報酬或改善住宿條件:24。
到了19世紀80年代，监狱對囚犯的懲罰措施還包括短時間內限制飲食，在此期间，囚犯的饮食仅有麵包和水，另外，他们还有可能被上脚镣监禁，巡视法官还可以延长他们的刑期:16,18。自監獄建立初期就一直使用的九尾鞭在1911年皇家委員會提出改革中被廢除:31:23。在此期間進行的其他改革後，狱方施加的懲罰數量從1913年的184起減少到1914年的57起，再到1915年的35起:25。
鞭刑在1940年代被廢除，最後一次行刑發生在1943年:52。從那時起，典獄長在聽取囚犯案件後會決定其罚则，嚴重違法行為则由治安法官作出決定。較輕的違規行為可能導致囚犯被关禁闭，或剥夺探視、接受教育或參加音樂會的权限；嚴重的違規行為將导致囚犯被取消所有已獲得的奖励，在此期间，囚犯只能食用麵包和水，惩罚通常执行兩週:30。

### 处决
1886年，弗里曼特尔監獄剛歸西澳殖民政府管轄後，当局立即規劃興建一座配備絞刑架的耐火磚監區:46。該監區於1888年竣工，並於1889年首次用於處決一名被定罪的殺人犯－来自英屬馬來亞的吉米·朗（Jimmy Long）:46。從1888年竣工至1984年西澳废除死刑前，该监狱的絞刑架室都是西澳大利亞州唯一合法的处决場所。在此期間，至少有43名男子和1名女子被絞死。杀人犯瑪莎·倫德爾是該監獄唯一被处决的女囚，她於1909年伏法。该监狱最後一個被处决的囚犯是連環殺手埃里克·埃德加·庫克，他於1964年伏法:63。
该监狱的处决過程遵循嚴格的程序。從被判死刑之日起，囚犯就被關在新區監獄一間水泥地板的监舍內。他們受到嚴密監視，以防止他們自殺逃脫刑罰。絞刑通常在星期一早上8點進行，狱警會提前三個小時将死刑犯叫醒，让他们享用最後一餐，随后淋浴並换上乾淨的衣服。之後，他們被戴上手銬，轉移到絞刑架附近的拘留室或“死囚牢房”，並被允許喝幾口白蘭地來減少痛苦。上午8點前不久，他們被戴上頭罩，被帶到可容納多達11名證人的行刑室，站在活板門上，脖子上套上絞索，然後狱警會以長距墜落絞刑处决犯人:54–56。囚犯從離開牢房到被处决的時間很短，大約60秒。經過醫學檢查确认死亡後，死囚的尸体被運走埋葬:54–56。

### 越狱事件
弗里曼特尔監獄曾發生多起越獄事件。著名的越獄者包括1867年的穆恩戴恩·喬、1869年的約翰·博伊爾·奧萊利和其他芬尼亞兄弟會成員，以及1989年的布倫登·阿博特等。

#### 穆恩戴恩·喬

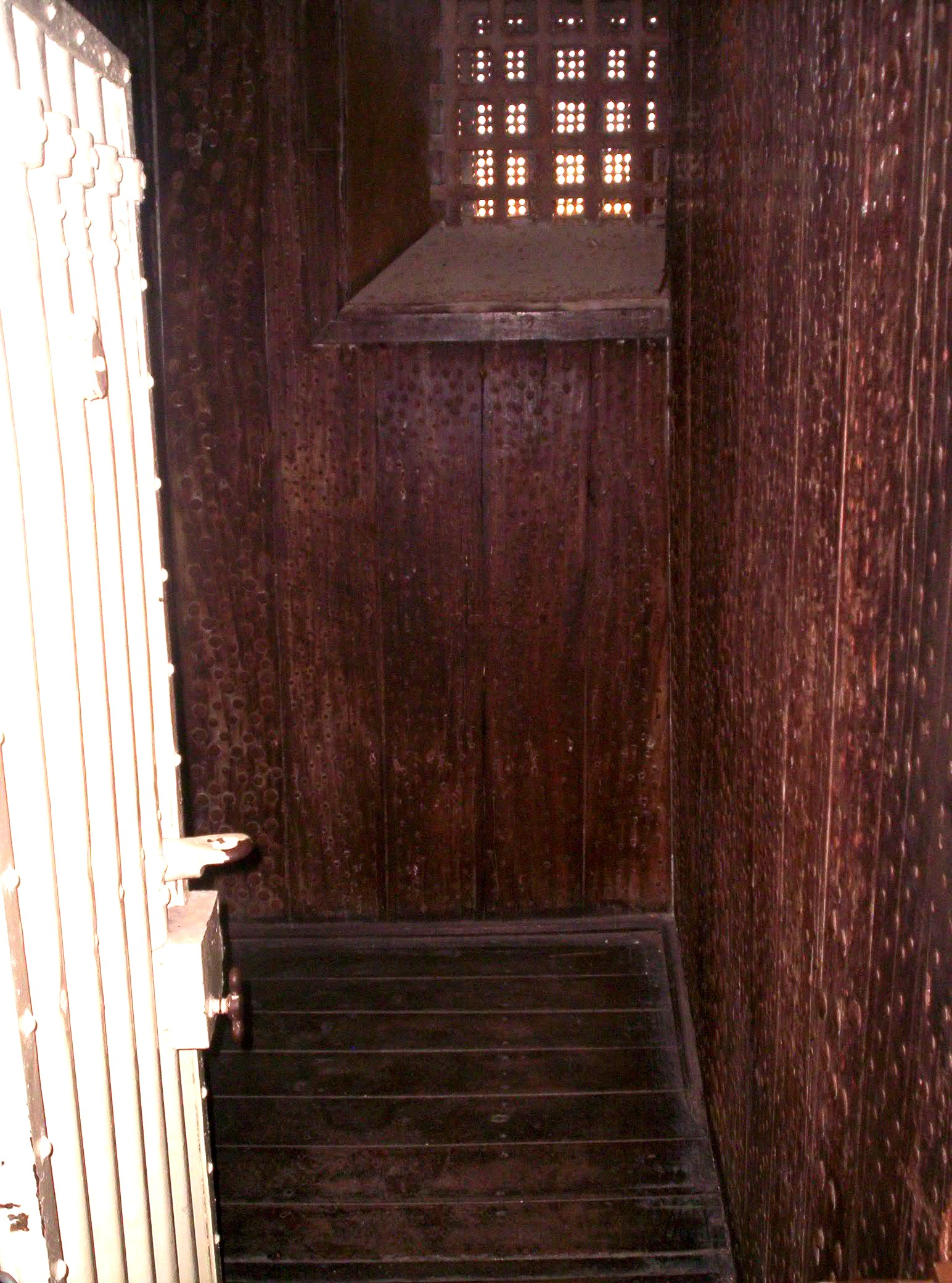
为防止穆恩戴恩·乔越狱而修建的监舍

約瑟夫·博利索·約翰斯（Joseph Bolitho Johns），更為人所知的名字是穆恩戴恩·喬，是西澳大利亞最著名的叢林大盜。1865年7月，他因殺死一頭公牛被判處十年徒刑:41–43。 11月初，他和另一名囚犯從一個工作小組潛逃，逃亡了近一個月，在此期間，他採用了“穆恩戴恩·喬”這個綽號:44–45, 47。由於潛逃和持有槍支，穆恩達因·喬被判處十二個月監禁，並被轉移到弗里曼特尔監獄:49–50。1866年7月，他因試圖破坏监狱門鎖又被判處六個月監禁，但他在同年8月再次成功越獄:54–56。穆恩戴恩·喬制定了一項計劃，试图透過陸路逃往南澳洲，但於9月29日在位於珀斯東北部约190公里处被捕:59, 66–67, 81。
作為越獄和逃亡期間犯下的搶劫罪的懲罰，穆恩戴恩·喬在其剩餘刑期之外還被判處五年苦役，仍然关押在弗里曼特尔，獄方採取了非常措施，以確保他不會再次越獄。在那裡專門為他建造了一個「防越獄」牢房，牢房由石頭砌成，內襯有桉樹枕木和1,000多顆釘子。1867年初，穆恩戴恩·喬被安排去砸石頭，但代理管理長並沒有允許他離開監獄，而是下令將石頭運進來，傾倒在監獄院子的一個角落裡:37，穆恩戴恩·喬在那里工作，獄警時刻監視著他。
西澳总督約翰·漢普頓對這些安排非常有信心，有人聽到他對穆恩戴恩喬說：「如果你能再出來，我就原諒你。」然而，穆恩戴恩·喬砸碎的石頭並沒有定期清理，最終堆積成堆，遮擋了警衛對他腰部以下的視線。他部分隱藏在石頭堆後面，偶爾揮舞著大錘砸向監獄的石灰岩牆。1867年3月7日，穆恩戴恩·喬從他在監獄牆上鑿的一個洞越獄:86–89。在越獄兩週年紀念日的前幾天，穆恩戴恩·喬再次被捕並回到该監獄，並被加刑四年。新任总督弗雷德里克·韋爾德聽說了前任漢普頓對囚犯的承諾，認為對他進一步的懲罰是不公平的，因此在1871年5月为穆恩戴恩·喬核發了假釋證:111–113, 165–166。

#### 芬尼亞兄弟會成員

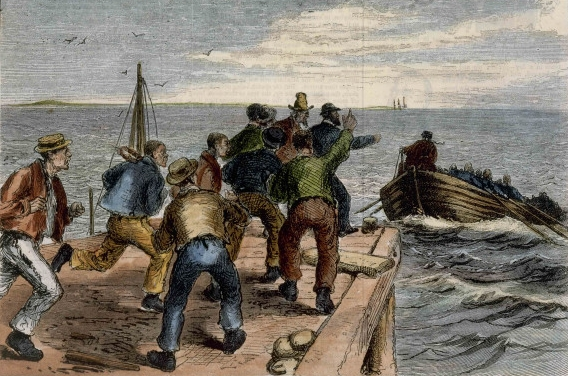
一幅描绘芬尼亞兄弟会搭乘捕鲸船逃走的圖画

1865年至1867年，英國當局圍捕了愛爾蘭獨立運動組織愛爾蘭共和兄弟會（又稱芬尼亞兄弟會）的支持者，並將其中62人流放到西澳。1869年，其中的成员約翰·博伊爾·奧萊利乘坐美國捕鯨船「瞪羚號」（Gazelle）越獄，定居美国波士頓。同年晚些時候，許多被監禁的芬尼亞兄弟會成员獲得赦免，此後西澳监狱中只剩下8名激進的芬尼亞兄弟会成员。
之后，美國的芬尼亞兄弟会成员購買了捕鯨船「卡特帕號」（Catalpa），該船於1875年4月29日從馬薩諸塞州啟航，執行一項秘密救援任務。在與當地芬尼亞兄弟会特工的協調下，越獄行動安排在1876年4月17日進行，屆時大多數囚犯都會觀看皇家珀斯遊艇俱樂部的帆船賽。卡特帕號在羅金厄姆附近的國際水域拋錨，並派出一艘捕鯨船前往岸邊。上午8點30分，六名在監獄圍牆外劳动的芬尼亞兄弟会成員乘马车潛逃，馬車向南疾馳50公里，到達捕鯨船等候的地方，随后他们搭上了捕鲸船。
第二天，捕鯨船設法與「卡達帕號」會合，隨後「卡達帕號」駛向大海。他們被殖民地總督徵用的蒸汽船“喬治特號”（Georgette）追趕。雖然喬治特號在4月19日追上了捕鯨船，但「卡達帕號」的船長聲稱他們當時處於公海，襲擊「卡達帕號」將被視為向美國宣战。喬治特號不願引發外交糾紛，於是默許「卡達帕號」逃走。

#### 布倫登·阿博特
1989年，绰号“明信片大盜”（Postcard Bandit）的布倫登·阿博特從弗里曼特尔監獄越獄。他因在澳洲聯邦銀行珀斯貝爾蒙特分行實施「澳洲首例『突擊』式銀行搶劫案」被判處12年監禁。在監獄的裁縫工寮工作期間，他縫製了與獄警制服相似的工作服。阿博特和兩名同夥趁著工坊無人看管的機會，穿著這套工作服越獄。他們砍斷了一根橫桿，爬上了屋頂。一名同夥摔斷了腿，但阿博特和另一名同夥設法跳上了牆，最終逃脫。
阿博特直到1995年才被捕，脱逃期间，他在澳洲各地犯下多起搶劫案。兩年後，他又從昆士蘭州的一所監獄越獄並返回西澳大利亞，據稱，他在是次脱逃期间搶劫了聯邦銀行的米拉布卡分行。越獄六個月後，阿博特在達爾文再次被捕，並被送往昆士蘭州一所最高安全级别的監獄服刑二十年。

### 暴亂
弗里曼特尔監獄自开设以來，曾發生多次囚犯暴動和其他暴動事件。最早的一次發生在1854年，而1968年和1988年發生的兩次重大暴動则導致監獄受損:28。

#### 1968年
1968年6月4日發生了一場暴亂，主因是狱方在前一天晚上向囚犯提供了受污染的食物。其他促成暴動的因素包括監獄衛生設施和個人清潔設施簡陋不堪、1964年更严格《假釋法》的出台以及監獄過度擁擠问题。下午1點，下班鈴聲響起時，囚犯們便開始反抗；他們拒絕回去工作，聚集在操場上。典獄長索普與兩支囚犯代表團進行了談判。除了改善伙食外，他們還要求設立單人牢房並解僱指定的獄警。
大約三個小時後，談判破裂，狱方扣留了囚犯當晚的晚餐。這導致囚犯暴動，砸壞了家具；騷亂导致了三名獄警、三名囚犯和一名警探受傷。下午5點，政府增派的警察和獄警趕到，但他们花了七個小時才制服囚犯，参与暴动的最後一批囚犯在午夜後则被鎖在牢房裡。监狱因此損失了約200至300澳元。為了緩解監獄過度擁擠並減少囚犯騷亂，約60名未參與暴動的囚犯被移监至奧爾巴尼、傑拉爾頓、卡內特和巴頓磨坊的外役監。然而，如果沒有西澳州政府的資助，其他改善措施就無法進行，因為当时的州政府並不認為監獄改革是優先事項。

#### 1988年
1988年1月4日，儘管珀斯当日的氣溫高達42攝氏度，獄警仍決定下午讓囚犯待在戶外操場上。下午4點左右，當第三监區的囚犯被放回监舍時，一個聲音喊道「我們把他們帶走」:59，同時，一些囚犯向獄警潑了開水:5。一群囚犯衝進牢房，用他們能找到的任何簡易武器攻擊獄警:59。這導致一片混亂；囚犯們沿著樓梯平台衝過來，制服獄警並將他們劫持為人質，與此同時，其他囚犯在牢房之間穿梭，放火焚燒。囚犯們撤退到操場，劫持了六名人質。囚犯纵火後，火焰迅速吞噬了整棟建築，蔓延到椽子，導致屋頂坍塌:59–60。
警方談判人員與发起暴动的囚犯头目進行了溝通:20，到夜幕降臨時，囚犯也释放了一名人质:60。同時，消防隊難以控制主牢房的火勢，因為監獄大門太窄，消防車無法通過，囚犯們也向消防隊投擲雜物，阻礙了消防隊的滅火工作:20。囚犯頭目也對狱方提出了三項要求：與西澳司法部長喬·貝林森會面、允許媒體采访以及保證事後不予報復。第二天早上，經過19個小時的对峙，所有的人質獲釋，但狱方只滿足了第三項要求。然而，囚犯們在騷亂期間有機會與媒體溝通，因為騷亂是一場現場媒體直播，電視台直升機從上空拍攝:20。
雖然沒有人員死亡，但大火造成了180萬澳元的損失，另有警員因此受傷:6。騷亂發生後，弗里曼特尔監獄受到了媒體的廣泛關注，調查記者發現，監獄當局此前曾收到此類事件風險的警告。西澳政府迅速對此事件展開調查，並在六週內完成報告:20–22。此外，西澳法院還對33名发起騷亂的囚犯進行了審判，這是該州歷史上規模最大的一次審判，这些囚犯的刑期也因此被延長:61。

## 保護與開發

### 列入遺產名錄

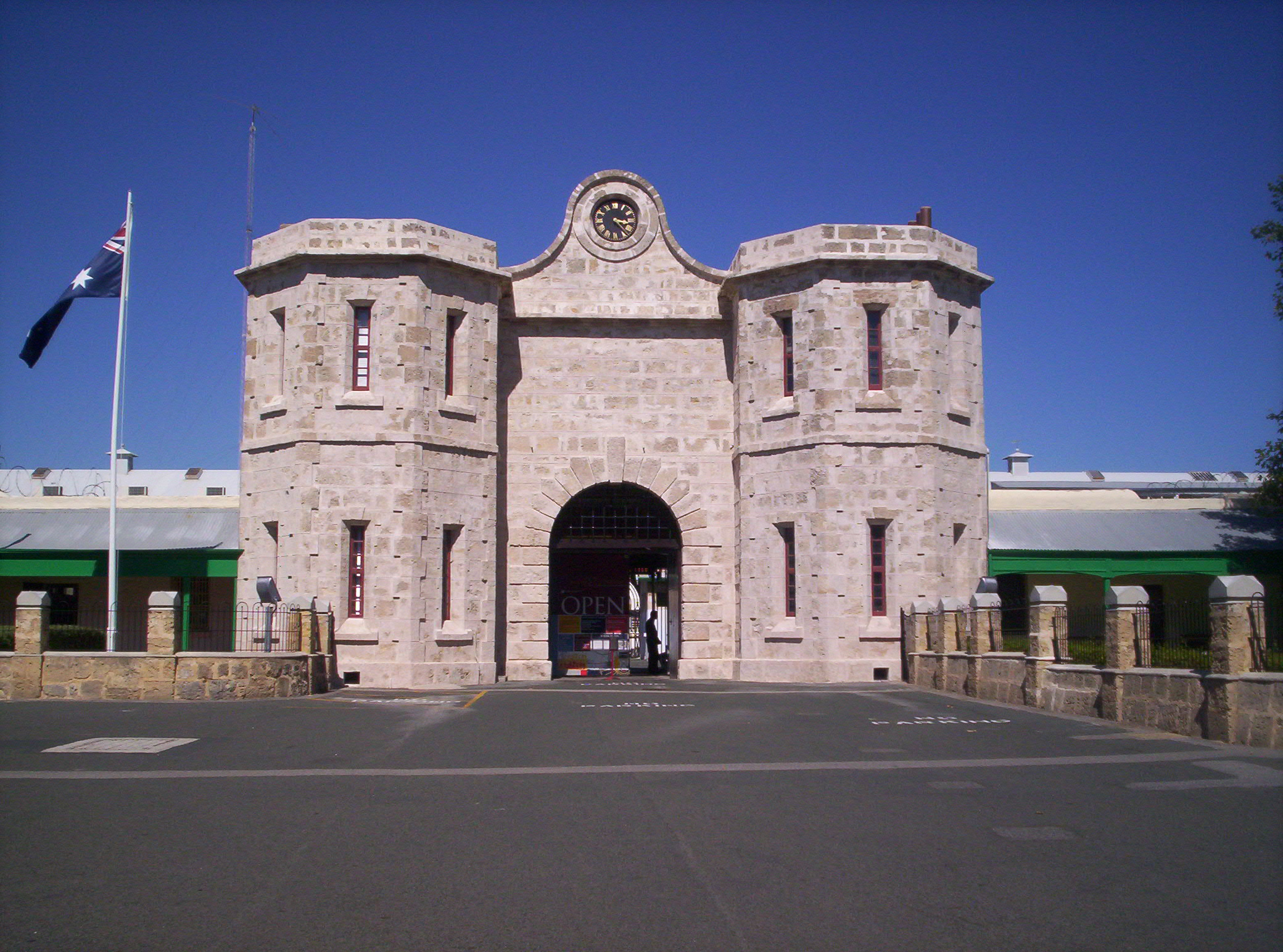
2005年修复的监狱大门

弗里曼特尔監獄於1992年1月10日被列入西澳大利亞州歷史遺跡臨時名錄，並於1995年6月30日被永久列入。它被譽為澳洲保存最完好的囚犯建造監獄，並於2005年成為西澳大利亞州第一座被列入澳洲國家遺產名錄的建築。澳洲聯邦遺產部長、參議員伊恩·坎贝尔表示，它將與其他10處監獄旧址被列入聯合國教科文組織世界遺產預備名錄。五年後，這些地點於2010年以澳大利亚监狱遗址之名被列入聯合國教科文組織世界遺產名錄。
在监狱群申請世界遺產名錄的過程中，澳洲政府著重於對監獄囚犯時期的歷史解讀和保護工作。這是以犧牲其近代歷史為代價的，包括二戰期間用作拘留中心，以及監禁原住民囚犯的历程。這種優先考慮從監獄關閉前的首批保護計畫中可見一斑，體現在將遊客體驗打造成「弗里曼特尔監獄——囚犯關押地」的品牌，以及透過修復——虽然這些修復對於防止破壞和衰敗是必要的，但卻忽略了該遺址的近代歷史。

### 修復
自1990年代以來，弗里曼特尔監獄的各個部分都進行了修復；1996年至1999年間，当局共花費80萬澳元，以修復聖公會教堂的正面。2005年，監獄門樓區域進行了修復工作。非原始的粉刷被移除，原始的石雕得以顯露。 2005至2006年期間，隧道工程也完工。主牢房區在2006年至2007年進行了為期18個月、耗資190萬澳元的修復工程。絞刑架室亦於2013年恢復到1964年最後一次處決時的狀態。

### 旅游開發

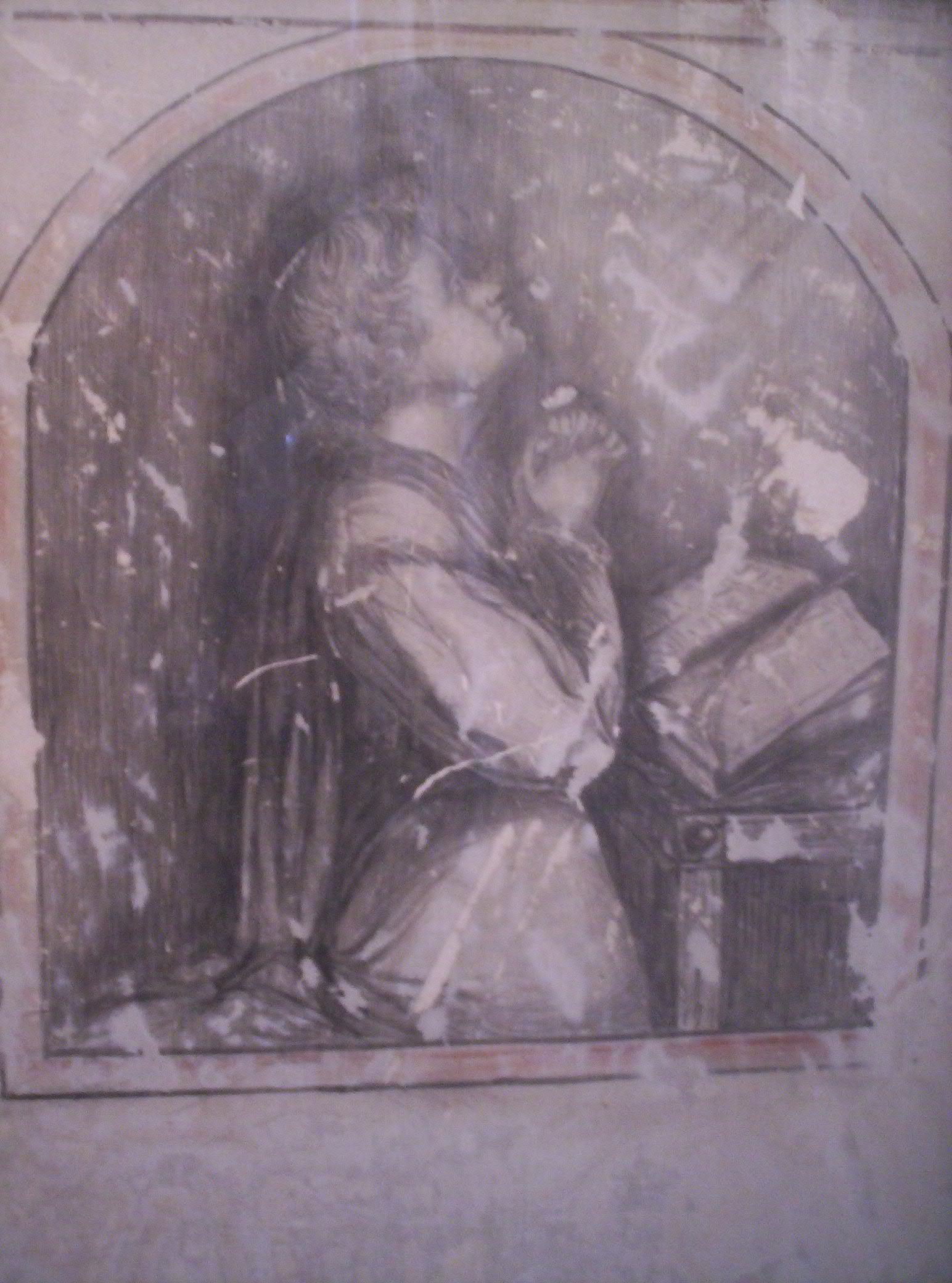
詹姆斯·沃尔什监舍內的壁画

弗里曼特尔監獄在转型为旅游景点後開始接待澳洲國內外遊客，其中不乏在曾在该监狱服刑的囚犯、前獄警及其後代:205。 從2001年至2010年度，遊客人數逐年增加，從近10.5萬人增加至近18萬人:210–211。截至2018年，該監獄自2006年以來每年都榮獲、入圍或獲得旅遊或遺產獎項的表彰。雖然旅遊體驗以真實性和遺產價值為基礎，但监狱內的一些細節被隱藏或淡化，例如監獄紋身、騷亂以及描繪復仇、性或暴力的塗鴉等:211。 
景點包括導覽遊、設有可搜尋囚犯資料庫的遊客中心、美術館、咖啡館、禮品店商店:206–208和旅遊住宿區。監獄定期為學童舉辦教育活動，並组织展覽會、重演歷史事件。監獄裡還會舉辦主題派對和晚宴等活動，並以歷史事件重演作為娛樂活動:206–208。監獄之旅展示了監獄生活的方方面面，並講述了成功和未遂的越獄事件。部分隧道可供進入，夜間遊覽則著重於這座監獄鬧鬼的名聲:206–207。
弗里曼特尔監獄收藏了約15,000件與監獄遺址、歷史或監獄工作人員和囚犯經历相關的文物。監獄也致力於保存口述歷史，並将相關訪談記錄保存在監獄展馆內，錄音則存檔於J.S.巴蒂圖書館口述歷史館藏。自1989年以來，監獄就開始記錄這些回憶，包括監獄當局、工作人員、志工訪客和囚犯的經歷。弗里曼特尔監獄的口述記錄和考古資料為研究人員提供了豐富的資源。
監獄畫廊展示並出售西澳大利亞州在押及刑满释放的前囚犯的藝術品。此外，監獄畫廊也舉辦其他與監獄歷史相關的展覽，包括歷史文物。監獄的許多牢房和區域都描繪了囚犯的藝術作品:29，包括19世紀偽造罪罪犯詹姆斯·沃爾什的作品，他的作品幾十年來一直被粉刷一新:50。在监狱建立初期，狱方禁止在牆上繪畫:50，儘管塗鴉被視為破壞行為，但在監獄運作期間都存在:106–107。這條規定在特殊情況下會放寬——包括從1976年開始，重刑犯會在自己的牢房裡创作藝術作品，但塗鴉仍被禁止:107。直到20世紀80年代，狱方才正式允许藝術或藝術療法:50；塗鴉行为從未被正式允許，但在監獄运作的最後六個月內，隨著關閉在即，這條規定不再強制執行:107。
一位更當代的監獄藝術家是丹尼斯·諾茲沃西（Dennis Nozworthy），他在该监狱服刑了22年，並聲稱自己於1982年在死囚牢房中發現了藝術作品。他的部分作品目前收藏於科廷大學、珀斯技術與繼續教育學院以及西澳政府司法部。其他牢房裡還收藏著原住民藝術作品，其中包括瓦爾馬賈里族藝術家吉米·派克的作品，他在弗里曼特尔監獄服刑期间開始繪畫創作，師從史蒂夫·卡利（Steve Culley）和大衛·羅斯（David Wroth）。

### 文献
除另行註明外，以下資料皆為英文。
1. ↑  玩美一族 (编). . 中国北京: 清华大学出版社. 2014: 156  [2025-07-24]. ISBN 9787302330875 （中文（中国大陆））.
2. 1 2 3 4  The Department of Finance – Building Management and Works. . Fremantle Prison. Government of Western Australia.   [2014-08-10]. （原始内容存档于2014-05-13）.
3. 1 2  Palassis Architects.  (PDF).  (PDF). Prepared for the Department of Housing and Works, Government of Western Australia. 2003-07  [2014-12-03]. （原始内容 (PDF)存档于2014-06-04）.
4. ↑  The Department of Finance – Building Management and Works. . Fremantle Prison. Government of Western Australia.   [2014-08-10]. （原始内容存档于2014-05-13）.
5. 1 2 3  The Department of Finance – Building Management and Works. . Fremantle Prison. Government of Western Australia.   [2014-08-10]. （原始内容存档于2014-02-04）.
6. 1 2  The Department of Finance – Building Management and Works. . Fremantle Prison. Government of Western Australia.   [2014-08-10]. （原始内容存档于2014-02-13）.
7. 1 2 3 4  Coley, Beresford; McCarthy, Michael; Richards, Vicki.  (PDF). Department of Maritime Archaeology, Western Australian Maritime Museum. 2004. （原始内容 (PDF)存档于2014-09-29）.
8. ↑  The Department of Finance – Building Management and Works. . Fremantle Prison. Government of Western Australia.   [2014-08-10]. （原始内容存档于2014-02-13）.
9. ↑  The Department of Finance – Building Management and Works. . Fremantle Prison. Government of Western Australia.   [2014-08-10]. （原始内容存档于2014-02-13）.
10. ↑  The Department of Finance – Building Management and Works. . Fremantle Prison. Government of Western Australia.   [2014-08-10]. （原始内容存档于2014-02-13）.
11. ↑  The Department of Finance – Building Management and Works. . Fremantle Prison. Government of Western Australia.   [2014-08-10]. （原始内容存档于2014-02-13）.
12. 1 2  The Department of Finance – Building Management and Works. . Fremantle Prison. Government of Western Australia.   [2014-08-10]. （原始内容存档于2014-02-13）.
13. 1 2 3  . Medievalism in Australian Cultural Memory. University of Western Australia.   [2014-10-23]. （原始内容存档于2011-04-12）.
14. 1 2 3 4 5 6 7 8 9 10 11 12 13 14 15 16 17 18 19 20 21 22 23 24 25 26 27 28 29 30 31 32  Ayris, Cyril. . Cyril Ayris Freelance. 2003 [First published 1995]. ISBN 0-9581882-1-1.
15. ↑  The Department of Finance – Building Management and Works. . Fremantle Prison. Government of Western Australia.   [2014-08-10]. （原始内容存档于2014-02-13）.
16. 1 2  The Department of Finance – Building Management and Works. . Fremantle Prison. Government of Western Australia.   [2014-08-10]. （原始内容存档于2014-02-13）.
17. ↑  . 新华网. 中国北京. 2015-03-31  [2025-07-25] （中文（中国大陆））.
18. ↑  The Department of Finance – Building Management and Works. . Fremantle Prison. Government of Western Australia.   [2014-08-10]. （原始内容存档于2014-02-13）.
19. ↑  The Department of Finance – Building Management and Works. . Fremantle Prison. Government of Western Australia.   [2014-08-10]. （原始内容存档于2014-02-13）.
20. ↑  The Department of Finance – Building Management and Works. . Fremantle Prison. Government of Western Australia.   [2014-08-10]. （原始内容存档于2014-02-13）.
21. 1 2 3 4 5 6 7 8 9 10 11 12 13  Department of the Environment. . Australian Heritage Database. Australian Government.   [2014-09-13]. （原始内容存档于2014-09-13）.
22. ↑  Amalfi, Carmelo. . The West Australian (Australia). 2004-04-06: 3.
23. 1 2  Chandler, Ainslie. . The West Australian (Australia). 2006-06-21: 61.
24. ↑  Appleyard, Reginald T; Manford, Toby. . Nedlands, Western Australia: University of Western Australia Press. 1979. ISBN 0-85564-146-0.
25. ↑  许章润. . 《比较法研究》. 1995, (02): 183–194. CNKI BJFY199502005 （中文（中国大陆））.
26. 1 2 3 4 5  The Department of Finance – Building Management and Works.  (PDF). Government of Western Australia.   [2014-08-10]. （原始内容 (PDF)存档于2014-02-05）.
27. 1 2 3 4 5 6 7 8 9 10 11  Stevenson, Lynne.  (M.A.论文). University of Western Australia. 1983.
28. ↑  Trinca, Mathew. . Launching the Ship of State: A Constitutional History of Western Australia. Centre for Western Australian History, University of Western Australia. 1997  [2014-09-01]. （原始内容存档于2014-09-09） –The Constitutional Centre of Western Australia.
29. 1 2 3  Georgiou, Natasha.  (学位论文). For Anne Brake, Curator, Fremantle Prison. University of Western Australia. 1995-12-04  [2014-09-25]. （原始内容存档于2024-12-04）.
30. 1 2 3 4 5 6 7 8 9 10 11 12 13 14 15 16 17 18 19 20 21 22 23 24 25 26 27 28 29 30 31 32 33 34 35 36 37 38 39 40 41 42 43 44  Megahey, Norman.  (PDF) (Ph.D论文). Murdoch University. 2000  [2014-09-23]. （原始内容存档 (PDF)于2011-04-15）.
31. ↑  Hamilton, Jen. Hocken, Tim , 编. . Australian Construction Focus (Sydney, New South Wales: Focus Media Group). 2011-06: 40  [2014-09-25]. （原始内容存档于2014-10-20）.
32. 1 2 3 4 5 6 7 8 9 10 11 12 13 14  Stokes, Nancy P.  (M.A.论文). Graylands Teachers College. 1968-11  [2025-07-30]. （原始内容存档于2024-12-04）.
33. ↑  The Department of Finance – Building Management and Works. . Fremantle Prison. Government of Western Australia.   [2014-09-16]. （原始内容存档于2014-08-22）.
34. ↑  Young, Matt; Chang, Charis. . Melbourne, VIC: Herald Sun. News.com.au. 2014-04-25  [2014-10-29]. （原始内容存档于2014-10-29）.
35. ↑  . The Daily News Edition: City Final (Perth). 1945-10-09: 7  [2014-10-29]. （原始内容存档于2023-04-18） –Trove (National Library of Australia).
36. ↑  . Find & Connect Web. Australia: Commonwealth of Australia. 2011  [2025-07-29]. （原始内容存档于2025-05-17）.
37. 1 2 3 4 5 6 7 8 9 10 11  Saunders, J.  (学位论文). Graylands Teachers College. 1960  [2025-07-29]. （原始内容存档于2024-12-05）.
38. ↑  . State Records Office of WA. 2025  [2018-06-04].
39. 1 2  Jones, Robert Edmund.  (PDF). Western Australia: Government Printer. 1973-03-14. ISBN 978-0-7244-5477-8. （原始内容存档 (PDF)于2016-03-14） –Parliament of Western Australia Library.
40. ↑  Harris, Mark. . Bird, Greta; Martin, Gary; Nielsen, Jennifer  (编). . Sydney: Federation Press. 1996: 195  [2014-11-05]. ISBN 1-86287-197-3.
41. 1 2 3 4 5 6 7 8  Kumar, Kapil. Iakovidou, Olga , 编.  (PDF). TOURISMOS: An International Multidisciplinary Journal of Tourism (Greece: University of the Aegean). 2009, 4 (4): 199–214  [2014-11-11]. （原始内容存档 (PDF)于2012-12-02）.
42. 1 2 3 4 5 6 7 8 9 10 11 12 13 14  Bosworth, Michal. . University of Western Australia Press. 2004. ISBN 978-1-920694-33-3.
43. 1 2  Sparvell, Ray. . The Sydney Morning Herald. 2015-01-30  [2015-04-08]. （原始内容存档于2015-04-08）.
44. ↑  Hasluck, Alexandra. . South Fremantle, Western Australia: Fremantle Arts Centre Press. 1991 [First published 1959: Melbourne: Oxford University Press]  [2025-08-02]. ISBN 0-949206-94-6. （原始内容存档于2024-12-04）.
45. ↑  Battye, James Sykes. . Oxford, England: The Clarendon Press. 1924  [2014-10-10]. （原始内容存档于2014-07-02） –Project Gutenberg Australia.
46. ↑  Kimberly, Warren Bert. . . Melbourne, Victoria: F. W. Niven & Co. 1897.
47. ↑  Megahey, Norman. . Studies in Western Australian History. 2007, 25: 57–74  [2025-08-02]. ISSN 0314-7525 –State Library of Western Australia access to Informit.
48. ↑  State Library of Western Australia. . Dead Reckoning. Government of Western Australia. 2011-09-15  [2014-11-21]. （原始内容存档于2014-02-21）.
49. 1 2 3 4  Gibbs, Martin. . Australasian Historical Archaeology. 2001, 19: 60–72. ISSN 1322-9214. PMID 18623917 –State Library of Western Australia access to Informit.
50. ↑  潘兴明; 许文岚. . 史学月刊 (中国). 1994-0-25: 84–85  [2025-08-02] （中文（中国大陆））.
51. ↑  The Department of Finance – Building Management and Works.  (PDF). Fremantle Prison. Government of Western Australia.   [2014-09-15]. （原始内容 (PDF)存档于2014-02-05）.
52. ↑  . The Daily News Home (semi-final) (Perth). 1931-06-13: 8  [2014-09-29]. （原始内容存档于2023-04-18） –Trove (National Library of Australia).
53. ↑  Archer, K. E.  (PDF). Commonwealth Bureau of Census and Statistics. 1968-11-25. （原始内容存档 (PDF)于2014-12-25）.
54. 1 2 3 4  Murray, Sandra. Gregory, Jenny; Gothard, Jan , 编. . Historical Encyclopedia of Western Australia (University of Western Australia Press). 2009: 391–2. ISBN 978-1-921401-15-2.
55. ↑  . The Western Mail. 1889-03-09: 8  [2014-12-05]. （原始内容存档于2023-04-18）.
56. ↑  The Department of Finance – Building Management and Works. . Fremantle Prison. Government of Western Australia.   [2014-10-10]. （原始内容存档于2014-05-13）.
57. 1 2  . Fremantle Prison. Government of Western Australia.   [2019-05-01]. （原始内容存档于2019-05-02）.
58. ↑  . The Perth Gazette and West Australian Times. 1865-07-07: 3  [2014-06-03] –Trove (National Library of Australia).
59. 1 2 3 4 5 6 7 8 9  Elliot, Ian. . Carlisle, Western Australia: Hesperian Press. 1998 [First published 1978: Nedlands, Western Australia: University of Western Australia Press]. ISBN 0-85905-244-3.
60. 1 2 3 4  The Department of Finance – Building Management and Works. . Fremantle Prison. Government of Western Australia.   [2014-10-11]. （原始内容存档于2014-05-12）.
61. ↑  Roche, James Jeffrey. O'Reilly, Mary , 编. . . New York: Cassell. 1891: 82 –Wikisource.
62. 1 2 3  Jones, Caroline. . Australian Story. Australian Broadcasting Corporation. 2003-10-27  [2014-06-06]. （原始内容 (transcript)存档于2013-12-16）.
63. ↑  Martin, Lucy. . ABC News (Australian Broadcasting Corporation). 4 June 2013  [2014-11-06]. （原始内容存档于2013-06-12）.
64. 1 2  O'Donnell, Mick. . The 7.30 Report. Australian Broadcasting Corporation. 2005-07-07  [2014-11-06]. （原始内容 (transcript)存档于2013-06-13）.
65. ↑  Starick, Chloe. . 3rd Degree 8 (2009/2) 2 (Edith Cowan University). 2009-08-28  [2014-10-27]. （原始内容存档于2014-10-26）.
66. ↑  . The Sydney Morning Herald. 1854-02-20: 4  [2014-10-27] –Trove (National Library of Australia).
67. ↑  ((Policy and Planning Unit)).  (PDF). Victoria: Office of Corrections. 1990-05  [2014-11-14]. （原始内容 (PDF)存档于2014-02-12） –Australian Institute of Criminology.
68. 1 2 3  Garton-Smith, Jennifer. Witcomb, Andrea , 编.  (PDF). Open Museum Journal (Australian Museums and Galleries Online). January 2000, 1  [2014-09-25]. ISSN 1443-5144. （原始内容 (PDF)存档于2014-10-21） –Collections Australia Network.
69. ↑  Western Australia Police Media and Public Affairs.  (PDF). Government of Western Australia: 19. 2006  [2015-08-24]. （原始内容存档 (PDF)于2015-07-01）.
70. ↑  Farrington, Karen. . London: Arcturas. 2007. ISBN 978-0-572-03386-6.
71. ↑  . Archived Media Releases and Speeches. Department of the Environment, Commonwealth of Australia. 2005-08-01  [2014-10-07]. （原始内容存档于2007-10-23）.
72. ↑  . Australian Broadcasting Corporation. 2010-08-01  [2010-08-01]. （原始内容存档于2014-08-13）.
73. ↑  Witcomb, Andrea. Albert, Marie-Theres; Richon, Marielle; Viñals, Marie José;  et al , 编.  (PDF). Community Development Through World Heritage. World Heritage Papers (Paris, France: United Nations Educational, Scientific and Cultural Organization (UNESCO) – World Heritage Centre). 2012, 31  [2014-10-13]. ISBN 978-92-3-001024-9. （原始内容存档于2014-08-29）.
74. ↑  Mike Board, Minister for Works.  (PDF). . Western Australia: Western Australian Legislative Assembly. 1999-07-01: 9986  [2014-10-23]. （原始内容存档 (PDF)于2014-10-23）. （页面存档备份，存于）
75. ↑  . Archived Media Releases and Speeches. Commonwealth of Australia. 1997-07-27  [2014-10-23]. （原始内容存档于2014-10-23）.
76. ↑  . Media Statements. Government of Western Australia. 2007-12-24  [2014-10-23]. （原始内容存档于2014-10-23）.
77. ↑  Emery, Kate. . The West Australian. 2013-09-26  [2014-10-23]. （原始内容存档于2014-10-23）.
78. ↑   (PDF). Tourism Council of Western Australia.   [2014-09-29]. （原始内容 (PDF)存档于2014-09-29）.
79. ↑  . Midland Reporter. 2009-12-08  [2014-09-29]. （原始内容存档于2014-09-29）.
80. ↑  . Tourism Council of Western Australia.   [2014-09-29]. （原始内容存档于2014-09-29）.
81. ↑  . The West Australian. 2011-11-30  [2014-09-29]. （原始内容存档于2014-09-29）.
82. ↑  . Ministerial Media Statements. Government of Western Australia. 2013-08-28  [2014-09-29]. （原始内容存档于2014-09-29）.
83. ↑  . The West Australian. 2013-11-11  [2014-09-29]. （原始内容存档于2014-09-29）.
84. ↑  Heritage Council. . 2014 Western Australian Heritage Awards. Government of Western Australia.   [2014-09-29]. （原始内容存档于2014-09-29）.
85. ↑  . Tourism Council WA.   [2019-02-15]. （原始内容存档于2018-03-13）.
86. ↑  . Tourism Council WA.   [2019-02-15]. （原始内容存档于2018-03-13）.
87. ↑  . Australian Tourism Awards. Australian Tourism Industry Council.   [2019-02-15]. （原始内容存档于2019-02-15）.
88. ↑  . Australian Tourism Awards. Australian Tourism Industry Council.   [2019-02-15]. （原始内容存档于2019-02-15）.
89. ↑  Barnes, Candice. . The Sydney Morning Herald. 2015-05-18  [2015-06-01]. （原始内容存档于2015-06-01）.
90. ↑  Perkins, Matthew. . 720 ABC Perth. Australian Broadcasting Corporation. 2008-09-05  [2014-10-30]. （原始内容存档于2014-10-30）.
91. ↑  Ebedes, Shannon. . 3rd Degree 4 (2007/02) 10 (Edith Cowan University). 2007-11-09  [2014-10-30]. （原始内容存档于2011-09-06）.
92. ↑  The Department of Finance – Building Management and Works. . Fremantle Prison. Government of Western Australia.   [2014-08-12]. （原始内容存档于2014-05-13）.
93. ↑  Towards Federation 2001. Woods, Martin , 编. . Canberra: National Library of Australia. 1992: 201–2  [2014-10-12]. ISBN 0-642-28148-3.
94. ↑  Erin Parke. . Australian Broadcasting Corporation. 2016-11-12  [2016-11-12].
95. ↑  The Department of Finance – Building Management and Works. . Fremantle Prison. Government of Western Australia.   [2014-10-21]. （原始内容存档于2013-04-29）.
96. 1 2 3  Palmer, Daniel. . Studies in Western Australian History. 1997, 17: 104–115  [2014-11-07]. ISSN 0314-7525 –State Library of Western Australia access to Informit.
97. ↑  The Department of Finance – Building Management and Works. . Fremantle Prison. Government of Western Australia.   [2014-11-06]. （原始内容存档于2014-11-06）.
98. ↑  Nozworthy, Dennis. . Perth Institute of Contemporary Arts.   [2006-02-06]. （原始内容存档于2006-08-23）.
99. ↑  Kleinert, Sylvia. . . Sydney: University of NSW Press. 2006: 1  [2014-09-30]. （原始内容存档于2023-04-21）.

## 延伸阅读
- Commission of Inquiry into the Penal System of the Colony.  (PDF). Perth: By authority: Richard Pether, Government Printer. 1899. （原始内容 (PDF)存档于2014-02-13） –Australian Institute of Aboriginal and Torres Strait Islander Studies. 其他存档：2014-02-13.
- McGivern, John.  (PDF). Prepared for the Hon. J. M. Berinson, M.L.C., Minister for Corrective Services. Western Australia: Department of Corrective Services. 1988-02-17. （原始内容 (PDF)存档于2014-03-05） –University of New South Wales. 其他存档：2015-03-01.
- O'Toole, Sean. . University of New South Wales Press. 2006. ISBN 0-86840-915-4.
- Thomas, James Edward; Stewart, Alex. . Nedlands, WA: University of Western Australia Press. 1978. ISBN 978-0-85564-132-0.
- Virtue, Robert. . Studies in Western Australian History. 1977, 1: 30. ISSN 0314-7525 –State Library of Western Australia access to Informit.